# Юрківський Федір Миколайович
Федір Миколайович Юрківський (1851, Миколаїв, Херсонська губернія — 30 серпня [11 вересня] 1896, Шліссельбург, Санкт-Петербурзька губернія) — революціонер-народник, член «Народної Волі» та «Землі і Волі».

## Біографія
Народився 1851 року в Миколаєві у родині військового, генерала, героя Кримської війни Миколи Федоровича Юркі(о)вського. Навчався спочатку в Миколаївській гімназії; пізніше — у морському училищі, технологічному інституті, медичній академії, але не закінчив жодного із закладів.

Федір Юрківський, безсумнівно, у своїй сім'ї був відщепенець, відрізана скиба. Усі члени сім'ї були найчистіші монархісти, бари, аристократи, жили вони вище своїх коштів і тому самі потребували грошей. Федір негативно ставився до членів своєї сім'ї і шульмував їх. Найсимпатичніше ставився до тітки, дружини брата Олександра.— Ганна Олексіївна Олексієва (цивільна дружина)
З початку 1870-х — учасник революційних гуртків (офіційно не входив нікуди) в Україні, відомий на псевдо «Сашка-Інженер». У квітні 1874 р. Юрківський приїжджав до свого брата в Миколаїв і зблизився тут з І.М.Ковальським, І.С.Дробязгіним, Є.Імшенецким, Г.О.Олексієвою та іншими тодішніми пропагандистами (саме цей період життя і описаний Юрківським у його романі «Булгаков»). 30 вересня 1874р. Юрківського було заарештовано разом із усією цією групою на станції Добра під час поїздки до штундістів. Утримувався Юрківський разом із Ковальським і Дробязгіним у Миколаєві у морській в'язниці і був залучений до дізнання у "справі 193-х", за звинуваченням у зберіганні заборонених книг та за зносини з пропагандистами. За високим наказом справу про нього вирішено адміністративно з підпорядкуванням негласному нагляду. У 1875р., після звільнення з в'язниці під поруку, служив керуючим лісопильного заводу Бова в Миколаєві, де влаштував (разом з Г.О. Олексієвою) кузню, виготовляючи для потреб революціонерів холодну зброю.
Був членом "Спілки народного звільнення" і разділяв погляди "якобінців руських", був "набатомцем": на відміну від прихильників «ходіння в народ» практично з початку зародження революційного руху в Російській імперії Юрківський наполягав на агітації «бойовими фактами». Тодішній Андрій Желябов саме про Юрківського казав: «Ви, терористи, небезпечніші за монархістів!» Одним із перших серед «нігілістів» почав носити «мундир революціонера» (тобто кинджал та револьвер, що зображено на відомому портреті).

1875 року вбив шпигуна-провокатора В.Тавлєєва. 1878р. разом з Россіковою приїжджав до Миколаєва для організації втечі С.Віттенберга, що утримується в морській в'язниці. У жовтні 1878р. робив спроби влаштуватися волосним писарем у Дніпровському повіті, Бехтерській волості.
1879 року Юрківський разом із Є.І.Россіковою, організував підкоп та експропріацію коштів (1.5 мільйона рублів) на революційні цілі з Херсонського губернського казначейства (про це згодом Юрківський написав невеликий мемуар «Як я скасував Херсонське казначейство»). Метою пограбування була допомоги політичним засланцям та звільнення їх із в'язниць, у тому числі Чубарова, до гуртка якого Юрківський був близький. У цій справі Юрківський розшукувався за циркуляром III Відділення від 10 червня 1879р. Після цього він ховався у маєтку Бурлюк на р.Альмі у Сімферопольському повіті, що належав С.КБіловодський, де керував М.І.Ємельянов, симпатик «Народної Волі».

Один із грабіжників у Херсонському казначействі — Федір Миколайович Юрківський ("Сашка") — очікується в Петербурзі. Його бачили в Олешках, але не встигли схопити. Прикмети його: близько 30 років, середнього зросту, брюнет, шия коротка, очі швидкі, живі, бороду поголив близько 6 червня, одягнений у тонкий картатий сурдут (чи пальто?), він закінчив курс у Технологічному інституті... Людина смілива, рішуча, смерті не боїться, затятий революціонер.— З повідомлення Третього відділу від 19 червня 1879 р.
У серпні 1879р. приїжджав до Петербурга і бачився там з багатьма членами новоствореної партії «Народна воля», але сам до неї не вступив. Під час провадження дізнання у справі про вибух 19 листопада 1879р. було з'ясовано, що Юрківський приїжджав до Москви до О.Д.Михайлова під час робіт з підкопу. Також брав участь у підготовці замаху на київського генерал-губернатора. Після підкопу Юрківський став відомий на прізвисько «Сашка-Інженер».

Юрківський був людиною дуже оригінальною й великою за енергією, але в нього був один недолік — він пив. Це так рідко спостерігалося в революційному середовищі, що не можна його не відзначити, як виняток.— Ольга Любатович про Юрківського

Переді мною був красень — брюнет південного типу, середнього зросту, широкоплечий силач, з правильним овалом і рисами породистого обличчя, обрамленого чорною бородою. З невеликим усміхненим ротом і чорними, надзвичайно великими очима, сміючимися, шахрайськими, що кидають іскри,— на нього не можна було не звернути уваги. Такої безшабашної, веселої, неприборканої, завзятої голови ні раніше, ні пізніше я не зустрічала. Це було справжнє дике дитя природи, яке знає і бажає знати, що таке дисципліна, підпорядкування своєї волі волі колективу.Я жартувала, що одну таку людину в організації мати треба, двох — можливо, трьох — неможна витерпіти!

Його ставлення до нас, жінок-революціонерок, було зовсім інше, ніж у інших наших друзів: у них було просте товариство, а Юрківський кидав іскри, залицявся і догоджав, намагався виконувати забаганки, викликав капризи, сміх і пустощі своїми жартами та дотепами...— Віра Фігнер про «Сашку-Інженера»
Заарештовано Юрківського (під іменем Головлєва) 7 березня 1880 р. у маєтку Стаховського в Курській губернії. Коли Юрківського було переведено з Курська до Києва, учасники київського "Південно-російського союзу" готували йому втечу з в'язниці, але вона не вдалася через жандармського агента С.Піотровського. Судився Юрківський у справі М.Р.Попова та інших київським військово-окружним судом, у липні 1880р. (суд тривав із 14 по 26 липня). Визнаний винним "у вступі до таємної протиурядової спілки в Києві, що мала на меті скинути шляхом насильства існуючий лад, для чого ця спілка влаштовувала сходки і підтримувало зносини з іншими революційними гуртками в Петербурзі та інших містах, друкувала і розповсюджувала прокламації, підробляла документи, і з метою вбивства деяких посадових осіб придбала для цього розривні снаряди; окрім того, Юрківського визнано винним у проживанні за фальшивим паспортом та в викраденні в червні 1879р. для революційних цілей з Херсонського казначейства півтора мільйона рублів." 26 липня 1880 р. Юрківський був засуджений на позбавлення всіх прав і до каторжних робіт на копальнях на 20 років, а, по закінченні робіт до поселення у Сибіру назавжди. Вирок конфірмований київським генерал-губернатором 31 липня 1880р. із заміною роботи на копальнях роботою на заводах. З Києва до Сибіру Юрківського було відправлено 3 серпня 1880р., у січні 1881р. утримувався в іркутському тюремному замку. 27 січня 1881р. Юрківський був відправлений з Іркутська на Кару, куди і прибув у лютому. На Карі співпрацював у рукописному журналі «Кара», написав роман (перші глави) «Булгаков», спогади про підкоп «Як я скасував Херсонське скарбництво» та оповідання «Три миті».
Був причетний до так званої «Справи Успенського» (разом з Андрієм Баламезом, Ігнатієм Івановим): готувався підкоп для втечі, а «нечаєвець» П.Успенський, в якого на відміну від інших термін закінчувався, необережно повідомляв про «свій можливий швидкий вихід» і в листі, і на піднаглядових побаченнях; був запідозрений каторжанами у зраді (чи злочинній необережності) і Юрківський виконав смертний вирок, повісивши Успенського в лазні. Також на которзі написав роман «Булгаков».
Потім у ніч на 1 травня 1882 Юрківський здійснив втечу з каторги разом із Левченком, Баламезом та Диковським. Удвох з Диковським дійшов кордону з Китаєм і був спійманий козаками 22 травня 1882р. За вироком Забайкальського окружного суду від 19 липня 1883р. термін каторжних робіт збільшено за втечу на десять років. За участь у заворушеннях на Карі та за втечу був етапований до Петербурга.

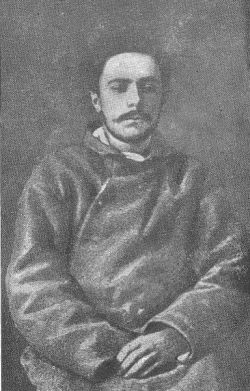
Федір Юрківський в арештантському халаті.

У 1883 році Юрківський був переведений до Шліссельбурзької фортеці (зрозуміло, без рукопису роману, який був вилучений у нього і знищений), і з початку 90-х років, коли в'язням Шліссельбурга дозволили письмове приладдя, написав роман ще раз, але не до кінця; на останній сторінці рукопису Юрківського приписано рукою М. О. Морозова: «Тут роман закінчується через смерть автора, який не виніс висновку». У «Булгакові» картинно представлені життя, побут, діяльність, типи людей народницького підпілля 1874-1875 років на Україні («Півдні Росії»). Помер Федір Юрківський у Шліссельбурзі від хвороби нирок в страшних муках 31 серпня 1896 р., похований у невстановленому місці. Того ж року повернулася з заслання Олексієва, а Россікова ще раніше збожеволіла на Карі .